# Ernst Brand (Mediziner)

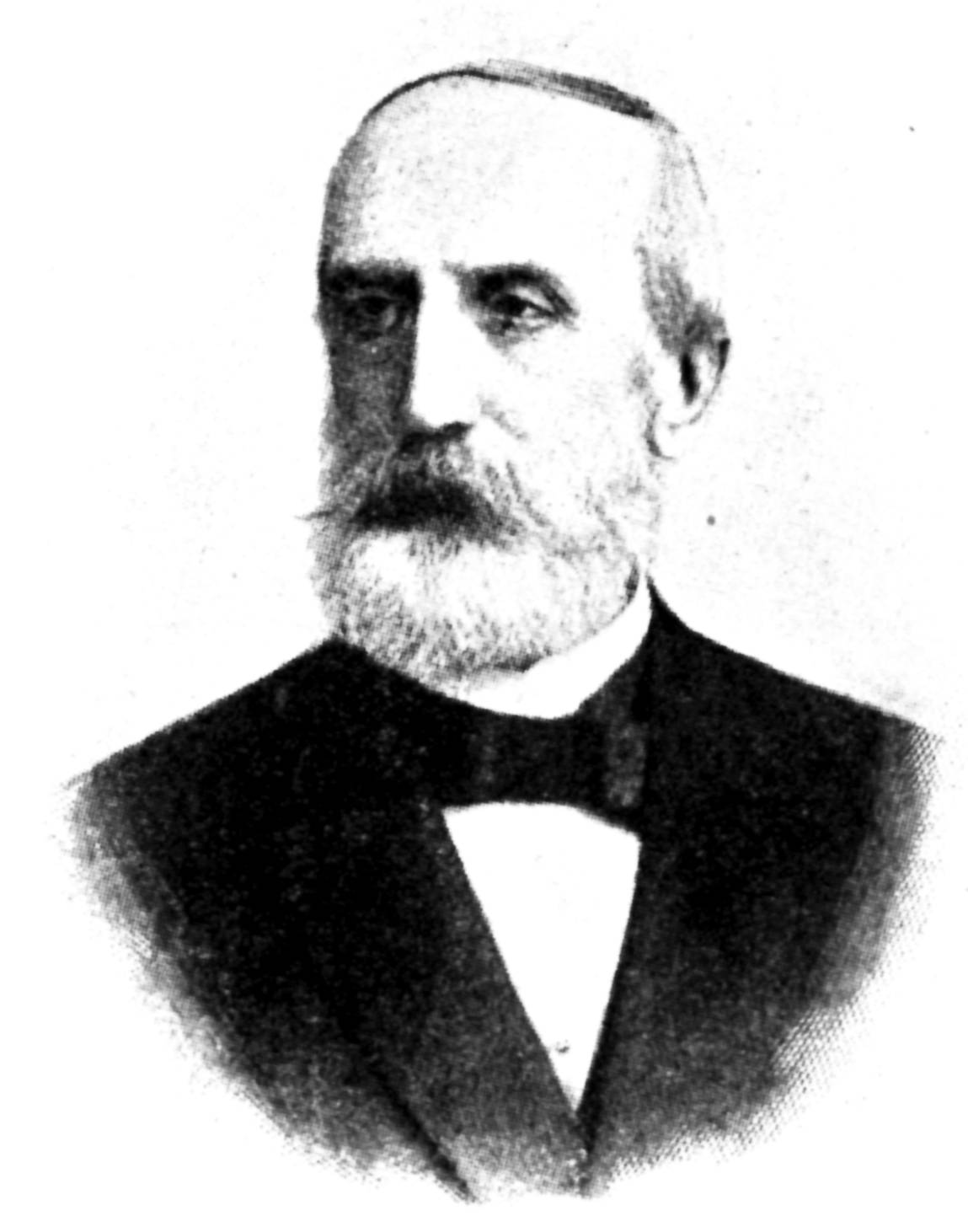
Ernst Brand, 1873 Stettin

Ernst Brand (* 2. Januar 1827 in Feuchtwangen; † 7. März 1897 in Stettin) war ein deutscher Allgemeinmediziner. Er entwickelte und beschrieb die Hydrotherapie des Typhus.

## Leben
Wilfried Ernst Brand wurde als neuntes von elf Kindern des Landgerichtsassessors Peter Anton Brand aus Neunstetten und der Magaretha Barbara Mend aus Markt Nordheim geboren. Brand studierte von 1845 bis 1851 an der Universität Erlangen, wo er 1851 promoviert wurde. 1849 wurde Brand dort noch klinischer Assistent bei dem Arzt Carl Friedrich Canstatt, der 1850 starb. 
Nach dem preußischen Staatsexamen ließ er sich in Stettin nieder und heiratete hier 1853 Elisabetha Maria Sophia Waldermann, die einzige Tochter eines königlich-preußischen Regierungsrates, mit der er bis 1862 vier Kinder hatte. Neben seiner Tätigkeit als Praktischer Arzt trat Brand mit einer Reihe epidemiologischer Arbeiten an die Öffentlichkeit. Besondere Bedeutung hatten seine Arbeiten über die Behandlung des Typhus mit Kaltwasserkuren. Diese Methode wurde in Stettin und anderswo angewandt, besonders bei im Militär auftretenden Typhusepidemien. Eine von ihm in Stettin gegründete Wasserheilanstalt bestand nur zehn Jahre lang.  
Im Jahr 1864 wurde Brand zum Mitglied der Gelehrtenakademie Leopoldina gewählt. Brand starb als Geheimer Sanitätsrat in Stettin.

## Werke
- Über Diabetes. Deutsche Klinik, (C.F. Cannstatt, 1849), Aufsatz
- Die Stenose des Pylorus vom pathologisch-anatomischen Standpunkte aus geschildert. Dissertation in Erlangen
- Hydrotherapie des Typhus. Verlag von TH. von der Nahmer, Stettin 1863 (Digitalisiert von Google)
- Zur Hydrotherapie des Typhus. Bericht über in St. Petersburg, Stettin und Luxemburg hydriatisch behandelte Fälle (Ib. 1863)
- Verhaltungsmassregeln während der Anwesenheit der Cholera-Epidemie u.s.w. (2. Aufl., Ib. 1866)
- Die Meningitis cerebro-spinalis complicirt mit Febris recurrens (B. k. W., 1866)
- Die Heilung des Typhus (Berlin 1868)
- Anweisung für die Krankenwärter bei der Behandlung des Typhus mit Bädern. Anhang
- Was versteht man unter Wasserbehandlung des Typhus?. Anhang (W. m. W., 1872)
- Salicyl- oder Wasserbehandlung?. (Deutsche milit. ärztl. Z., 1876)
- Die Wasserbehandlung der typhösen Fieber. (Tübingen 1877)
- Cholerabericht an die Armendirektion in Stettin. als Manuskript gedruckt (1873)